# Rejiche
Rejiche o Réjiche (àrab: رجيش, Rajīx) és una ciutat del Sahel tunisià, dins de la governació de Mahdia, situada uns pocs quilòmetres al sud de la capital. Forma una municipalitat que tenia 10.806 habitants el 2014.

## Economia
Situada al litoral, la ciutat és un centre balneari reconegut que, tot i així, també acull activitats com una estació depuradora, una zona industrial, barris populars i un campus universitari.

## Situació
Està separada de Mahdia per la sabkha de Ben Ghayadha.

## Administració
És el centre de la municipalitat o baladiyya homònima, amb codi geogràfic 33 12 (ISO 3166-2:TN-12).
Al mateix temps, forma dos sectors o imades, Rejiche (33 51 54) i Rejiche Sud (33 51 55), dins de la delegació o mutamadiyya de Mahdia (33 51).